# Vakuumlösung
Das Jargonwort Vakuumlösung gilt in der Physik für eine Lösung einer Feldgleichung für den Fall, dass die das Feld erzeugende Quelle überall identisch null ist, ausgenommen an einem einzigen Punkt. Man spricht dabei von einer Punktladung. Mathematisch lassen sich solche Felder analytisch mit der diracschen Delta-Distribution modellieren.

## Elektromagnetismus
Im Falle der Maxwell-Gleichungen des Elektromagnetismus repräsentiert eine Vakuumlösung das elektromagnetische Feld in einer Raumregion, in der es keine elektrischen Ladungen ({\displaystyle \phi =0}) und keine Ströme gibt ({\displaystyle {\vec {j}}=0}) bzw. in kovarianter Form: {\displaystyle j^{\mu }=0.}

## Relativitätstheorie
Ein weiteres Beispiel ist Einsteins Allgemeine Relativitätstheorie. In diesem Fall repräsentiert eine Vakuumlösung das Gravitationsfeld in einer Region der Raumzeit, in der sich (bis auf einen einzigen Punkt) keine Masse befindet, d. h. für den Energie-Impuls-Tensor gilt überall (bis auf einen Punkt):
{\displaystyle T^{\mu \nu }=0.}
Die bedeutendsten Vakuumlösungen der ART sind die Schwarzschild-Metrik und die Kerr-Metrik. Verwandt zu den Vakuumlösungen sind zudem die Elektrovakuumlösungen und die Lambdavakuumlösungen.